# 宗像
宗像（むなかた）とは、宗像市郡とその郊外の事を指す地名。
郊外の範囲も明確ではないが、飛鳥時代の宗像郡に鞍手郡北西部（宮若市西部・鞍手町）の範囲が古代の広域宗像である。古代の広域宗像の範囲は、宗像市郡と鞍手郡北西部（宮若市西部地域・鞍手町）と旧遠賀郡一部地域と東部糟屋郡（古賀市・新宮町）である。戦国時代の宗像とは現在の宗像市・福津市・遠賀郡の遠賀川より鞍手郡北西部と古賀浜を含む新宮海岸である（遠賀川以東の遠賀郡も豪族である麻生氏が宗像氏との戦争後、宗像氏に従属していたため、支配地域として宗像と呼ぶこともあった）。ただし、歴史上では宗像氏の領土を指すことが多く、最後まで一貫して宗像氏の領土だったのは、宗像市と西郷の地を除く福津市と旧若宮町・旧宮田町北部・岡垣町・遠賀町のごく一部である。
またこの地域は、古くから中国大陸や朝鮮半島との繋がりは深く、貿易が活発だったことも有名である。